# Месих-паша
Месих-паша или Мисах паша (1443−1501) је био Османлија источноримског порекла, нећак последњег римског цара Константина XI Палеолога. Служио је као Капудан паша Османске морнарице и био је велики везир Османског царства у периоду 1499−1501. године. 

## Биографија
Месих је био у сродству са Палеолозима, последњом владајућом династијом Византијског царства. Према  Ecthesis Chronica из 16. века, он је био син извесног Гидоса Палеолога, кога су савременици поистоветили са рођеним братом Константином Палеологом Драгашем. Уобичајено се сматра да је овај цар био Константин Палеолог, последњи византијски цар, који је убијен током пада Константинопоља под власт османског султана Мехмеда Освајача 1453. године. Ако је тачно, пошто је Константин умро без деце, и да Османлије нису успеле да освоје Цариград, Месих-паша би га могао наследити. Уместо тога, Месих је постао један од најмоћнијих људи у држави која је уништила Византијско царство. Византо-италијански хроничар Теодор Спандоун, који је тврдио да је Месих био брат његове баке по оцу, писао је да је Месих имао десет година у време пада Константинопоља. Он и двојица његове браће, од којих је један био Хас Мурад паша, били су заробљени, преведени у ислам и подигнути као паже под окриљем султана Мехмеда као део данак у крви система.
Месих је први пут нађен у историјским извештајима 1470. године, када је био санџакбег Галипоља. Као главна османска поморска база, та позиција је такође подразумевала команду над већим делом османске флоте. У том својству се истакао у османском освајању Евбеје од Млечана током Османско-млетачког рата 1463–1479. Међутим, млетачки архиви документују да је убрзо након тога понудио да Галипоље и његову флоту преда Венецији, у замену за 40.000 златних дуката и могућност да постане владар над Морејом (полуострво Пелопонез у јужној Грчкој), која је дуго била аутономна деспотовина под палеологијским царевима.
Месих је подигнут на чин везира у централној царској влади (Царски савет или диван) 1476. или почетком 1477. године; савремени документи га показују већ као другог везира 1478, али бележи се да је „новоименован“ за четвртог везира 1480, када је добио команду над османском војском и морнарицом током опсаде Родоса 1480. Његов неуспешно заузимање Родоса довело је до његовог отпуштања из редова везира, али је задржао функцију гувернера Галипоља и место главног команданта морнарице. Историчар са краја 16. века Мунејим Баши укључује Месиха међу Мехмедове велике везире, али је то највероватније забуна због његовог Великог везира током овог периода. 
Након смрти Мехмеда II, водећи војни званичници су успели да поставе Бајазита II на престо. Као водећи члан ове фракције, Месих се вратио на Диван као везир. Ослањајући се на подршку јањичара, главни вођа данак у крви, велики везир Гедик Ахмед-паша, разметао се својом моћи и рекао је да је био наклоњен Бајазитовом ривалском полубрату Џему. Месих је, с друге стране, пазио да заслужи Бајазитово поверење и супротстављао се Џемовим тврдњама. У лето 1482. Бајазит је дао затворити Гедик Ахмеда у палату. Као одговор, разбеснели јањичари су упали у палату, а Месих је послат да преговара са њима. Умео је да их умири обећавајући, између осталог, да ће само чланови система данка у крви постати везири. Месих је тако показао и своју лојалност и своје дипломатске вештине, и успео је да постане један од мале групе званичника који су од сада доминирали Диваном. Да би им створио противтежу, Бајазит је почео да шаље поверљиве главне евнухе (капи аге) у важна провинцијска гувернера. 
Месихова дипломатска акредитива додатно је углађена када је Џем побегао код Хоспиталаца на Родосу. У преговорима који су уследили, Гедик Ахмед је заузео непопустљив став, али је Месих успео да пронађе обострано прихватљив компромис, што га је додатно уздигло у очима султана. Месихова подршка у палати омогућила му је да издржи свргавање и погубљење Гедик Ахмеда 18. новембра 1482. До фебруара 1483, он је напредовао до другог везира у Дивану. Неки извори сугеришу да је он наследио Ишак-пашу на месту великог везира у јесен 1483. године, остајући на тој дужности до 1485. године, али већина историчара сматра да је Давуд-паша у то време био на тој функцији, са Месихом као његовим замеником, као што је забележено у савременим документима. 
Из непознатих разлога, у јануару 1485. Месих је пао у немилост Бајазита и поново је отпуштен из редова везира, деградиран у субаша (градски гувернер) Пловдива. Потом је послат у Кафу, популарно место прогонства осрамоћених званичника, као санџакбег. Вероватно је ту остао до смене 1489. године, а следећи пут се помиње 1497. године као санџак-бег Акермана. На последњој функцији имао је кључну улогу у заустављању пољске инвазије на Молдавију током Пољско-османског рата (1485–1503)), и повратио је царску наклоност тако што је Бајазиту послао заробљене пољске племиће. Након своје победе, Месих је 1499. године обавио ходочашће у Меку. Чини се да ово потврђује извештаје о Месиховој религиозности—наводи се да је „био жестоки непријатељ хришћана"—посебно зато што ниједни други османски везири или султани из тог периода нису ходочастили због великих захтева службе. Поред тога, како Халил Иналџик сугерише, ходочашће је било одличан изговор да се напусти своје место и посети Константинопољ, где да ради на његовом опозиву. Након што је избио још један османско-млетачки рат, Месихова поморска стручност и знање о Млечанима довели су до његовог поновног постављања као другог везира у Дивану по повратку из Меке, под великим везиром Јакуб-пашом.
У пролеће 1501. Месих је именован за великог везира и напустио је Цариград да би угушио побуну племена Варсак у Анадолији које је подржавало караманидског претендента познатог као Мустафа. Својим дипломатским умећем, Месих је успео да убеди Варсаке да прекину подршку Мустафи. По повратку у Цариград, дошло је до француско-млетачке инвазије на Лезбос, која је толико разбеснела Бајазита да је пробуразио Месиха својим луком. Убрзо након тога, Месих је био повређен док је надгледао гашење пожара у Галати и преминуо је од задобијених рана (новембар 1501).
Сахрањен је у џамији коју је подигао његов брат у цариградском округу Аксарај, а коју је Месих завршио након погибије Хаса Мурада у бици. Месих је такође основао џамију у Галипољу око 1478. године.